# William Strickland (arquitecto)
William Strickland (Navesink, Nueva Jersey, 1788-Nashville, Tennessee, 6 de abril de 1854) fue un arquitecto e ingeniero estadounidense y uno de los líderes del Renacimiento griego en la primera mitad del siglo XIX.
Strickland fue conocido por primera vez como pintor de escenas, aunque estudió arquitectura con Benjamin Latrobe desde 1803 a 1805. En 1810 diseñó el Templo Masónico en Filadelfia. Strickland disfrutó de mayor éxito popular que Latrobe porque estaba dispuesto a proporcionar declaraciones arquitectónicas sencillas sin las sofisticaciones en las que Latrobe insistía. Por esta razón, se prefirió el diseño de Strickland para el Segundo Banco de los Estados Unidos (construido entre 1819–24) sobre el presentado por su mentor; Strickland siguió exactamente la receta del presidente del banco Nicholas Biddleque el estilo sea “el Griego más puro” para simbolizar la libertad de negocios del gobierno. Strickland también diseñó al estilo del Renacimiento griego el edificio de la Bolsa de Comerciantes (1834), el Asilo Naval de los Estados Unidos (1826), la Casa de Moneda de los Estados Unidos (1829) y la Aduana de los Estados Unidos, todos en Filadelfia, así como el Ateneo ( 1836–38) en Providence, RI, y en las minas de Estados Unidos en Charlotte, NC (1835) y Nueva Orleans (1835–36).
Sus proyectos de ingeniería eran casi tan conocidos como sus diseños arquitectónicos. En 1825 fue enviado a Europa para estudiar mejoras internas y, a su regreso, contribuyó mucho a fomentar la construcción de la línea original de Pensilvania Railroad Company . También construyó el Delaware Breakwater, una comisión del gobierno de los Estados Unidos. En el momento de su muerte, se encontraba en Nashville, supervisando la construcción de la casa estatal, cuyo diseño se basaba en varios edificios griegos conocidos. Es considerado por muchos como su mejor obra. Por un acto especial de la legislatura estatal fue enterrado en el edificio.
Strickland fue uno de los primeros en dar conferencias sobre arquitectura en los Estados Unidos y fue autor de varias publicaciones técnicas sobre proyectos de ingeniería y arquitectura que había dirigido. Su alumno principal fue otro revivalista griego, Thomas Ustick Walter.